# Десемантизація
Десемантиза́ція — зникнення семем у структурі лексеми або сем у структурі семеми внаслідок семантичного розвитку.

Інакше кажучи, десемантиазція — втрата певною лексемою свого лексичного значення в процесі семантичного розвитку. Зворотний десемантизації процес називають семантизація.